# Gerhard Winkler
Gerhard Winkler (Rixdorf bij Berlijn, 12 september 1906 – Kempten im Allgäu, 25 september 1977) was een Duits componist die vooral door zijn schlagers en filmmuziek bekend is geworden. Hij schreef meer dan 1000 werken.

## Levensloop
Winkler hield als jongetje al veel van muziek. Op 7-jarige leeftijd kreeg hij zijn eerste orgelles. Op 10-jarige leeftijd zong hij als sopraan in het koor van de Christuskerk in Berlijn-Neukölln en daarna in het Berliner Hof- und Domchor en vanaf 1919, na het einde van de Eerste Wereldoorlog, in het kinderkoor van de Berlijnse opera.
Al in 1913 schreef Winkler zijn eerste compositie; het lied An meinen Buchfinken. Van 1920 tot 1922 werkte hij bij de muziekuitgeverij Richard Birnbach en Robert Rühle. Vanaf 1922 studeerde hij aan het Engler Konservatorium in Berlijn piano, viool, compositie en muziektheorie. In 1923 werd zijn suite Im Maien ('In de maand mei') als eerste van zijn werken in het openbaar uitgevoerd.
In 1930 werden zijn walsen In meinem Herzen klingt ein kleines Lied en Heut ist uns alles ganz egal uitgegeven. Vanaf 1931 had Winkler een eigen dansorkest. Hij begeleidde onder andere Otto Reuter en Claire Waldorff. Het lied Es zogen drei Burschen was zijn eerste grote succes. Vanaf 1936 werd hij als salon-, schlager en filmcomponist bekend. Nadat de zanger Rudi Schuricke zijn in 1943 gecomponeerd lied Capri Fischer op de radio had gezongen, werd hij ook buiten Duitsland bekend.

Na de Tweede Wereldoorlog werkte hij als operettecomponist. Zijn doorgaans voor de Tweede Wereldoorlog gecomponeerde schlagers bevorderden het Duitse enthousiasme voor Italië.
Winkler was ook actief lid van de Duitse auteursrechtsvereniging GEMA.

## Composities (selectie)

### Werken voor orkest
- An der blauen Adria, suite voor orkest
- Andalusischer Tanz
- Bunte Palette, suite
- Buon giorno, amico
- Der Geiger, liefdeslied
- Die Schöne von Aranjuez
- Festlicher Marsch
- Frühling in der Toscana
- Holländischer Holzschuhtanz, intermezzo
- Japanisches Teehaus, intermezzo
- Kleine Harzer Suite
- Kreiselspiel, intermezzo
- Läutet Glocken der Liebe Lied
- Lied der Lerche, intermezzo
- Mondnacht am La Plata, intermezzo
- Neapolitanisches Ständchen
- O mia bella Napoli
- Peppone, mars
- Poulouse Valse musette
- Portugiesischer Fischertanz, intermezzo
- Reise nach dem Süden
- Rosen, weiß wie Schnee
- Scampolo, Italiaanse mars
- Schöne Argentina, paso doble
- Sizilianisches Ständchen
- Spanischer Pfeffer
- Spanisches Blut, paso doble
- Stelldichein im Wiener Wald, intermezzo
- Strada del Sole
- Südliches Temperament, Tanzfantasie
- Ungarland, intermezzo
- Veroneser Ständchen

### Werken voor harmonieorkest
- 1961 Starfighter-Marsch (opdrachtcompositie voor de Duitse Luchtmacht op advies van de Minister voor Landsverdediging Franz Josef Strauß)
- Bürgermeister-Marsch
- El picador, Spaanse mars

### Muziektheater

#### Operette
| Voltooid in | titel                    | aktes   | première                   | libretto                                                           |
| ----------- | ------------------------ | ------- | -------------------------- | ------------------------------------------------------------------ |
| 1946        | Herzkönig                | 3 aktes |                            | Helmut Weiss                                                       |
| 1950        | Premiere in Mailand      | 3 aktes | 12 februari 1950, Dortmund | Waldemar Frank en Eduard Rogati, naar een novel van Peter Gillmann |
| 1957        | Die ideale Geliebte      | 3 aktes | 1957, Neurenberg           | Hermann Hermecke                                                   |
| 1960        | Der Fürst von Monterosso | 3 aktes |                            | Hermann Hermecke                                                   |

#### Toneelmuziek
- 1959 Drei Mädchen im Bikini (Liebes-Lotto), 3 aktes - tekst: Richard Busch
- 1964 Blütenkind im Schnee, sprokjesspeel, 3 aktes - tekst: Kurt Longa

### Liederen / Schlager
- 1936 O mia bella Napoli
- 1940 Chianti-Lied - tekst: Ralph Maria Siegel
- 1943 Caprifischer - tekst: Ralph Maria Siegel
- 1952 Schütt die Sorgen in ein Gläschen Wein, Mütterlein (international: Answer Me; tweede Duitse versie: Glaube mir) - tekst: Fred Rauch
- Angelique
- Frühling in Sorrent - tekst: Ralph Maria Siegel
- Nicolo, Nicolo, Nicolino
- Oh Heideröslein (Nederlandstalige versie: Oh Heideroosje)
- Schützenliesel (onder het pseudoniem Ben Bern; tekst: Fred Rauch met Fini Busch)
- So schön wird’s nie wieder sein
- Und wieder geht ein schöner Tag zu Ende
- Wenn in Florenz die Rosen blühn - tekst: Ralpf Maria Siegel
- Zwei Spuren im Schnee

### Filmmuziek
- 1934 Meine Frau, die Schützenkönigin (My Wife the Champion Shot)
- 1934 Der Schrecken vom Heidekrug
- 1936 Zwischen Sahara und Nürburgring
- 1938 Monika - Eine Mutter kämpft um ihr Kind
- 1947 Herzkönig (Ein Walzer ins Glück)
- 1948 Beate (Beates Sprung ins Glück)
- 1948 Das Geheimnis des Hohen Falken (Die steinerne Göttin)
- 1948 Vor uns liegt das Leben
- 1953 Südliche Nächte
- 1954 König der Manege
- 1954 An jedem Finger zehn (Ten on Every Finger)
- 1955 Mein Leopold (Ein Herz bleibt allein)
- 1956 Schwarzwaldmelodie
- 1956 Die Rosel vom Schwarzwald
- 1956 Die Stimme der Sehnsucht
- 1956 Schwarzwaldmelodie
- 1956 Die schone Meisterin
- 1958 Schwarzwälder Kirsch
- 1960 Mein Vaterhaus steht in den Bergen
- 1964 Denn die Musik und die Liebe in Tirol
- 1965 ...und sowas muß um 8 ins Bett
- 1969 Klein Erna auf dem Jungfernstieg
- 1993 The Innocent (...und der Himmel steht still)
- Geheimnis des hohen Falken

## Prijzen en onderscheidingen
- 1957 Paul-Lincke-Ring
- 1966 Bundesverdienstkreuz
- 1976 Zilveren medaille van de afdeling cultuur van het Ministerie van buitenlandse zaken van Italië
- 1996 Goldene Stimmgabel ('Gouden stemvork') (postuum, voor zijn gehele oeuvre)

- Biblioteca Nacional de España: XX1090318
- Bibliothèque nationale de France: cb14839065g (data)
- Catàleg d'autoritats de noms i títols de Catalunya: 981058518609906706
- Gemeinsame Normdatei: 118816543
- International Standard Name Identifier: 0000 0001 0902 8534
- Library of Congress Control Number: n85267449
- Nationale Bibliotheek van Letland: 000039156
- MusicBrainz: 4f28f7b2-0e9d-45e8-b2ee-00154052808b
- Nationale Bibliotheek van Tsjechië: xx0036841
- Nederlandse Thesaurus van Auteursnamen: 073085669
- Istituto Centrale per il Catalogo Unico: DDSV035919
- Système universitaire de documentation: 131597590
- Virtual International Authority File: 54344973
- WorldCat: E39PBJtrP74bMqGXM7MQb9WhpP